# Dunkelsporiger Träuschling
Der Dunkelsporige oder Schwarzblättrige Träuschling (Stropharia melanosperma) ist eine Pilzart aus der Gattung der Träuschlinge (Stropharia).

## Merkmale
Der Dunkelsporige Träuschling bildet Fruchtkörper mit etwa 3–5 cm breiten jung halbkugeligen, später konvexen bis flachkonvexen Hüten. Die weißliche bis graubeige, im Zentrum gelbliche Hutoberfläche ist glatt und matt, im feuchten Zustand leicht schleimig. Der scharfe und glatte Hutrand ist lange heruntergebogen. Der jung volle, im Alter hohle Stiel wird etwa  3,5–7 cm lang und 5–8 mm stark, er ist starr und brüchig, seine Oberfläche ist über dem hängenden häutigen Ring weiß und fein weiß bepudert, unterhalb des Ringes ebenfalls weiß und längsfaserig. Der Ring ist jung weiß, im Alter Sporen braun gefärbt. Die breiten, jung weißlichen Lamellen verfärben sich bei Sporenreife grauviolett, im Alter sind sie violettschwarz, sie steigen am Stiel auf und sind schmal angewachsen.

## Ökologie
Der Dunkelsporige Träuschling ist ein Saprobiont, der auf Streu und Humus wächst. Er bevorzugt stark stickstoffhaltige Stellen auf Wiesen, in Parkrasen und ähnlichen grasigen Standorten. Seine Fruchtkörper erscheinen in Mitteleuropa im Sommer und Herbst, vorauseilend auch schon im Mai.

## Verbreitung
Der Dunkelsporige Träuschling kommt in Nordafrika, den Kaukasusgebiet, Sibirien und Europa vor. In Europa wird er in Italien, den Niederlanden, Belgien Großbritannien der Schweiz, Ungarn und Deutschland gefunden und geht nordöstlich bis Estland und östlich bis Weißrussland. In Deutschland ist er selten, gilt aber nicht als gefährdet.

## Bedeutung
Kein Speisepilz.